# Winchester Model 1895
Winchester Model 1895 — американская магазинная винтовка с рычажным взводом, разработанная Джоном Браунингом и запущенная в производство компанией «Винчестер» в 1895 году. В отличие от предыдущих моделей, исходно разрабатывалась под более мощный патрон охотничьего и армейского образца для охоты на крупную дичь и для военных. Существовали модификации под патроны 6 мм U.S.N., .30 Army, .30-03, .30-06, .303 British, 7,62×54 мм R, .35 Winchester, .38-72 Winchester, .40-72 Winchester и .405 Winchester.

## Описание
Модель 1895 стала первой винтовкой фирмы Винчестер с коробчатым магазином центрального расположения, а не с трубчатым подствольным магазином, который использовался в остальных моделях, почти не изменившись со времени первого появления в М1866. Новый магазин позволил безопасно использовать мощные патроны центрального воспламенения с остроконечными пулями (в трубчатом магазине это могло привести к накалыванию капсюля пулей следующего патрона, поэтому Винчестеры традиционно разрабатывались под патроны кольцевого воспламенения и патроны центрального воспламенения с тупоконечной пулей).
Эта модель стала мощнейшей винтовкой фирмы Винчестер: её появление было вызвано тем, что среди охотников и в армиях мира популярными стали мощные патроны, снаряжённые бездымным порохом. Тем не менее, эта попытка достойно встретить новые веяния оказалась недостаточно удачной, так как М1895 сохранила основные конструкторские решения винтовок предыдущего поколения.
М1895 стала последней винтовкой с рычажным взводом, разработанной Дж. М. Браунингом.
Начиная приблизительно с экземпляра № 5000 была изменена форма ствольной коробки: прежде гладкая, она стала рифлёной. Это решение несколько снизило вес винтовки, но увеличило толщину на 1,59 мм. Последние экземпляры М1895 с гладкой ствольной коробкой имели номера между 5000 и 6000. Ранние образцы М1895 считаются довольно редкими.

## На вооружении армий
В 1915-17 годах около 300 тыс. винтовок М1895 было изготовлено для Русской императорской армии; это составило порядка 70% всех выпущенных винтовок данной модели. Данные винтовки были несколько модифицированы. Главное изменение коснулось переделки оружия под русский патрон 7,62×54 мм R, что потребовало изменения формы магазина. Вторым изменением стали специальные направляющие на ствольной коробке, которые позволяли быстро снаряжать магазин патронами из стандартной обоймы от винтовки Мосина обр. 1891  Кроме того, винтовки, изготовленные для России, имели удлинённый ствол с креплением для штыка. Новая длина ствола потребовала удлинить и цевьё.
Первая партия винтовок была поставлена позже установленного срока, так как модифицировать M1895 под стандарты Русской армии оказалось сложнее, чем ожидалось (особенные трудности вызвала разработка направляющих для мосинской обоймы.
Дополнительные задержки были вызваны некомпетентностью и препятствованием российских инспекторов, которые отказались использовать испытательные шаблоны производства Winchester, несмотря на отсутствие российских шаблонов, настаивали на отправке испытательных боеприпасов из России (вместо использования легкодоступных боеприпасов Winchester, изготовленных по российскому контракту), и часто отказывались от винтовок из-за несущественных недостатков, таких как недостаточно прямолинейная текстура древесины на ложе. Позднее винтовки, отвергнутые русскими инспекторами, были проданы в США частным лицам..
Винтовки М1895 в основном поступали на вооружение частей Русской армии, расположенных в Финляндии и Прибалтике (особенно много M1895 поступило латышским стрелкам). 
Как минимум 9 тыс. М1895 были переданы Советским Союзом испанским республиканцам в 1936 г.
В других армиях М1895 встречались очень ограниченно. Так, армия США заказала около 10 тыс. М1895 под патрон .30/40 Krag в ходе Испано-Американской войны, однако война окончилась быстрее, чем прибыла первая партия винтовок. Эти винтовки отличались клеймом «.30 U.S. Army» в верхней части ствольной коробки (над патронником), а также наличием штыка, аналогичного M1895 Lee Navy. Сотня этих винтовок была передана 33-му Добровольческому Пехотному полку для испытаний в ходе Филиппино-Американской войны (в отчете об испытаниях, завершенных 25 декабря 1899 года, говорилось, что Краг-Йоргенсен значительно лучше подходит для военного применения). Оставшиеся 9900 винтовок были проданы фирме M. Harley Company, почти все они отправились на Кубу в 1906 году. Позднее некоторые винтовки этой партии оказались в Мексике, где пользовались большой популярностью среди повстанцев Панчо Вилья.
Будущий президент США Теодор Рузвельт во время службы в отряде «Мужественные всадники» лично приобрёл несколько М1895 калибра .30-40 Krag для себя и своих друзей-офицеров.
В 1896 году винтовка М1895 приняла участие в конкурсе на лучшую винтовку для Национальной гвардии, однако заняла второе место, уступив винтовке Savage Model 1895.. Компания «Винчестер» потребовала пересмотреть результаты конкурса, обвинив организаторов в подлоге; в результате контракт на поставку винтовок был отозван.

## Гражданское оружие
Компания Винчестер традиционно использовала не сквозную нумерацию оружия, а начинала нумеровать винтовки каждой новой модели с № 1. Благодаря этому можно точно сказать, что в общей сложности было произведено 425 881 винтовка М1895, включая военные и гражданские подвиды.
Охотничья модификация М1895 часто ассоциируется с образом президента Теодора Рузвельта, который обожал это оружие. Кроме него эту винтовку предпочитали и другие известные охотники, среди которых Марти и Оса Джонсоны, Чарльз Коттар, писатель Стивен Эдвард Уайт, Гаррит Форбс и Элмер Кейт (большой любитель охотничьего оружия, первым посоветовавший M1895 будущему президенту Рузвельту).
Сам Теодор Рузвельт взял две М1895 (под патрон .405 Winchester) на своё знаменитое сафари в 1909 году. Ещё две винтовки он приобрёл для этой же поездки для своего сына Кермита (одну под патрон .405 Winchester, другую – под .30-03 Springfield). Известно, что винтовки под патрон .405 Winchester, приобретённые Рузвельтом, имели номера 63727, 63736 и 68180. Рузвельт был в таком восхищении от M1895, что посвятил ей немало строк в своей книге «African Game Trails», часто называя её «талисманом от львов».
Модель М1895 (как в варианте винтовки, так и в варианте карабина, под патроны .30-40 Krag и .30-06 Springfield) была очень популярна среди техасских и аризонских рейнджеров.
После официального окончания выпуска винтовок было произведено несколько малосерийных и штучных М1895. Так, в 1985 фирма Browning Arms Company выпустила М1895 под патрон .30-06 Springfield. Модель М1895 фирма Винчестер воспроизвела в юбилейном выпуске 2001 года, посвящённом 100-летней годовщине правления администрации президента Теодора Рузвельта. Винтовки были выпущены под патроны .405 Winchester, .30-06 Springfield и .30-40 Krag. Ещё две винтовки были выпущены в 2009 в память об африканском сафари 1909 года. По иронии судьбы все эти М1895, выпущенные с клеймами Browning и Winchester, были на самом деле изготовлены в Японии фирмой  Miroku Corp.

## Страны-эксплуатанты
- Великобритания
- Вторая Испанская Республика: Винтовки под русский патрон, из числа поставленных в 1937 году как военная помощь из СССР.
- Российская империя: Винтовки под 3-линейный русский патрон закупались для Русской императорской армии.
- РСФСР и  СССР: Винтовки со складских запасов царского времени состояли на вооружении Красной гвардии и Красной армии в период послереволюционного времени и гражданской войны,[19] впоследствии состояли на вооружении дивизий народного ополчения как «американская винтовка Винчестера кал. 7.62 мм обр. 1895 года», применялись в ходе битвы за Москву[20].
- Нацистская Германия: Старые винтовки с финских, польских и советских складов передавались в подразделения Фольксштурма.[21]
- Финляндия: Винтовки под 3-линейный русский патрон из арсеналов Русской армии.[22]
- США